# Amphoe Mueang Amnat Charoen
Amphoe Mueang Amnat Charoen (Thai อำเภอ เมือง อำนาจเจริญ) ist ein Landkreis (Amphoe – Verwaltungs-Distrikt) in der Provinz Amnat Charoen. Die Provinz Amnat Charoen liegt in der Nordostregion von Thailand, dem so genannten Isan. 

## Geographie
Amnat Charoen liegt im äußersten Osten des Isaan an der Grenze zu Laos und ist etwa 580 Kilometer von Bangkok entfernt. Benachbarte Distrikte (von Norden im Uhrzeigersinn): die Amphoe Senangkhanikhom, Pathum Ratchawongsa, Phana, Lue Amnat und Hua Taphan der Provinz Amnat Charoen sowie die Amphoe Pa Tio und Thai Charoen der Provinz Yasothon.

## Verkehr
Der Landkreis wird von zwei Schnellstraßen durchquert:
- Schnellstraße 212: Nord-Süd-Querung, verbindet den Landkreis Mueang Amnat Charoen mit Laos und Nakhon Phanom im Norden und Ubon Ratchathani im Süden
- Schnellstraße 202: Ost-West-Querung, verbindet Mueang Amnat Charoen mit Yasothon im Westen und Khemarat im Osten.

## Geschichte
Amnat Charoen erhielt unter König Rama III. den Status einer Stadt (Mueang) und wurde zunächst von Nakhon Khemarat verwaltet. Während der Thesaphiban-Verwaltungsreform wurde Amnat Charoen Ubon Ratchathani unterstellt und in einen Distrikt umgewandelt. Er wurde später Bung genannt, nach dem zentralen Tambon. 1939 wurde der Name wieder in Amnat Charoen geändert. 
Als am 12. Januar 1993 wurde die neue Provinz Amnat Charoen erschaffen wurde, bekam der Distrikt den heutigen Namen Mueang Amnat Charoen.

## Ausbildung
Im Amphoe Mueang Amnat Charoen befindet sich ein Nebencampus der Mahidol-Universität.

## Verwaltung

### Provinzverwaltung
Amphoe Mueang Amnat Charoen ist in 19 Tambon („Unterbezirke“ oder „Gemeinden“) eingeteilt, die sich weiter in 194 Muban („Dörfer“) unterteilen.
| Nr.  | Name           | Thai       | Muban | Einw.  |
| ---- | -------------- | ---------- | ----- | ------ |
| 01.  | Bung           | บุ่ง         | 05    | 29.390 |
| 02.  | Kai Kham       | ไก่คำ       | 13    | 08.111 |
| 03.  | Na Chik        | นาจิก       | 08    | 04.245 |
| 04.  | Pla Khao       | ปลาค้าว     | 12    | 05.704 |
| 05.  | Lao Phruan     | เหล่าพรวน   | 08    | 03.946 |
| 06.  | Sang Nok Tha   | สร้างนกทา   | 16    | 06.422 |
| 07.  | Khuem Yai      | คึมใหญ่      | 10    | 05.453 |
| 08.  | Na Phue        | นาผือ       | 12    | 06.700 |
| 09.  | Nam Plik       | น้ำปลีก      | 10    | 07.691 |
| 010. | Na Wang        | นาวัง       | 11    | 04.608 |
| 011. | Na Mo Ma       | นาหมอม้า    | 08    | 04.110 |
| 012. | Non Pho        | โนนโพธิ์     | 11    | 06.585 |
| 013. | Non Nam Thaeng | โนนหนามแท่ง | 14    | 08.319 |
| 014. | Huai Rai       | ห้วยไร่      | 10    | 05.558 |
| 015. | Nong Masaeo    | หนองมะแซว  | 12    | 04.286 |
| 016. | Kut Pla Duk    | กุดปลาดุก    | 12    | 05.965 |
| 017. | Don Moei       | ดอนเมย     | 05    | 02.845 |
| 018. | Na Yom         | นายม       | 08    | 05.208 |
| 019. | Na Tae         | นาแต้       | 09    | 05.632 |

### Lokalverwaltung
Es gibt eine Kommune mit „Stadt“-Status (Thesaban Mueang) im Landkreis:
- Amnat Charoen (Thai: เทศบาลเมืองอำนาจเจริญ), bestehend aus Teilen des Tambon Bung.

Es gibt 5 Kommunen mit „Kleinstadt“-Status (Thesaban Tambon) im Landkreis:
- Kai Kham (Thai: เทศบาลตำบลไก่คำ), bestehend aus dem gesamten Tambon Kai Kha.
- Na Wang (Thai: เทศบาลตำบลนาวัง), bestehend aus dem gesamten Tambon Na Wang.
- Na Mo Ma (Thai: เทศบาลตำบลนาหมอม้า), bestehend aus Teilen des Tambon Na Mo Ma.
- Nam Plik (Thai: เทศบาลตำบลน้ำปลีก), bestehend aus Teilen des Tambon Nam Plik.
- Na Yom (Thai: เทศบาลตำบลนายม), bestehend aus dem gesamten Tambon Na Yom.

Außerdem gibt es 15 „Tambon-Verwaltungsorganisationen“ (องค์การบริหารส่วนตำบล – Tambon Administrative Organizations, TAO):
- Bung (Thai: องค์การบริหารส่วนตำบลบุ่ง)
- Na Chik (Thai: องค์การบริหารส่วนตำบลนาจิก)
- Pla Khao (Thai: องค์การบริหารส่วนตำบลปลาค้าว)
- Lao Phruan (Thai: องค์การบริหารส่วนตำบลเหล่าพรวน)
- Sang Nok Tha (Thai: องค์การบริหารส่วนตำบลสร้างนกทา)
- Khuem Yai (Thai: องค์การบริหารส่วนตำบลคึมใหญ่)
- Na Phue (Thai: องค์การบริหารส่วนตำบลนาผือ)
- Nam Plik (Thai: องค์การบริหารส่วนตำบลน้ำปลีก)
- Non Pho (Thai: องค์การบริหารส่วนตำบลโนนโพธิ์)
- Non Nam Thaeng (Thai: องค์การบริหารส่วนตำบลโนนหนามแท่ง)
- Huai Rai (Thai: องค์การบริหารส่วนตำบลห้วยไร่)
- Nong Masaeo (Thai: องค์การบริหารส่วนตำบลหนองมะแซว)
- Kut Pla Duk (Thai: องค์การบริหารส่วนตำบลกุดปลาดุก)
- Don Moei (Thai: องค์การบริหารส่วนตำบลดอนเมย)
- Na Tae (Thai: องค์การบริหารส่วนตำบลนาแต้)